# Karen Chaczatrian
Karen Chaczatrian (orm. Կարեն Խաչատրյանը; ur. 2001) – ormiański zapaśnik startujący w stylu klasycznym. Zajął 23. miejsce na mistrzostwach świata w 2024.
Dziesiąty na mistrzostwach Europy w 2024 i 2025. Brązowy medalista wojskowych MŚ w 2024. Wicemistrz świata juniorów w 2021. Mistrz świata kadetów w 2018 roku.